# Mustafa Denizli
Mustafa Denizli (10 de novembre de 1949) és un exfutbolista turc de la dècada de 1970 i entrenador.

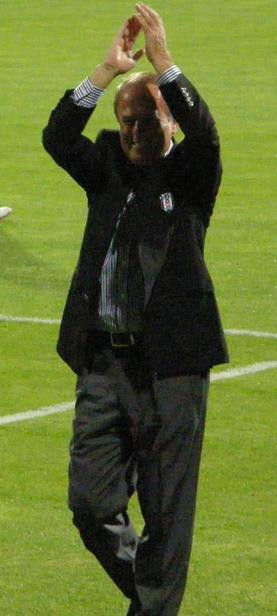
Denizli entrenador de Beşiktaş el 2010.

Fou 10 cops internacional amb la selecció turca. Pel que fa a clubs, defensà els colors de l'Altay d'Esmirna, on jugà una quinzena de temporades, i del Galatasaray SK.
Com a entrenador, la seva trajectòria ha estat llarga, dirigint clubs com Fenerbahçe, Galatasaray SK, Beşiktaş JK, Alemannia Aachen, Pas, Persepolis, Khazar Lankaran i Kasımpaşa.

## Palmarès
Jugador
Altay
- Copa turca de futbol: 1966-67, 1979-80

Entrenador
Galatasaray
- Süper Lig: 1987-88
- Copa turca de futbol: 1990-91
- Supercopa turca de futbol: 1988, 1991

Fenerbahçe
- Süper Lig: 2000-01

Beşiktaş
- Süper Lig: 2008-09
- Copa turca de futbol: 2008-09

Çaykur Rizespor
- TFF First League: 2012-13